# Línea 411 (Interurbanos Madrid)
La línea 411 de la red de autobuses interurbanos de Madrid une la Plaza de Legazpi de Madrid con Perales del Río (Getafe).

## Historia
La línea, desde su comienzo, ha unido la Plaza de Legazpi en Madrid con Perales del Río, a través de la avenida de Córdoba, la avenida de Andalucía, la avenida de Los Rosales y la carretera M-301. Desde el 10 de septiembre de 2013, la línea suprimió su recorrido entre la Plaza de Legazpi y la nueva Área Intermodal de Villaverde Bajo-Cruce por orden del Consorcio Regional de Transportes de Madrid. Tras el recorte del servicio, los vecinos de Perales del Río comenzaron sus protestas contra la decisión y procedieron a la recogida de firmas contra la modificación del servicio, dado que, según ellos, es "inadmisible" que desde este martes el autobús ya no llegue hasta Legazpi, sino que finalice en el Cruce de Villaverde, no enlazando de forma directa con el Hospital 12 de Octubre, que es su centro sanitario de referencia y que la solución que se les brinda es coger otro autobús o un metro. Sus protestas llegaron a producir el corte de la autovía A-4, la ocupación de un autobús de la línea y concentraciones frente al ayuntamiento de Getafe, exigiendo al alcalde la mediación con el Consejero de Transportes de la Comunidad de Madrid para restablecer el servicio y devolver al barrio una conexión directa con el Hospital 12 de Octubre. El 4 de octubre de 2013, el Consorcio Regional de Transportes de Madrid restableció el servicio original, creando una nueva tabla de horarios de forma que la línea adapta su recorrido en función de la demanda de viajeros que se dirigen al Hospital 12 de Octubre, de forma que se realizan dos relaciones diferentes en función de la hora. Actualmente, todas las expediciones comienzan en la Plaza de Legazpi.

## Características

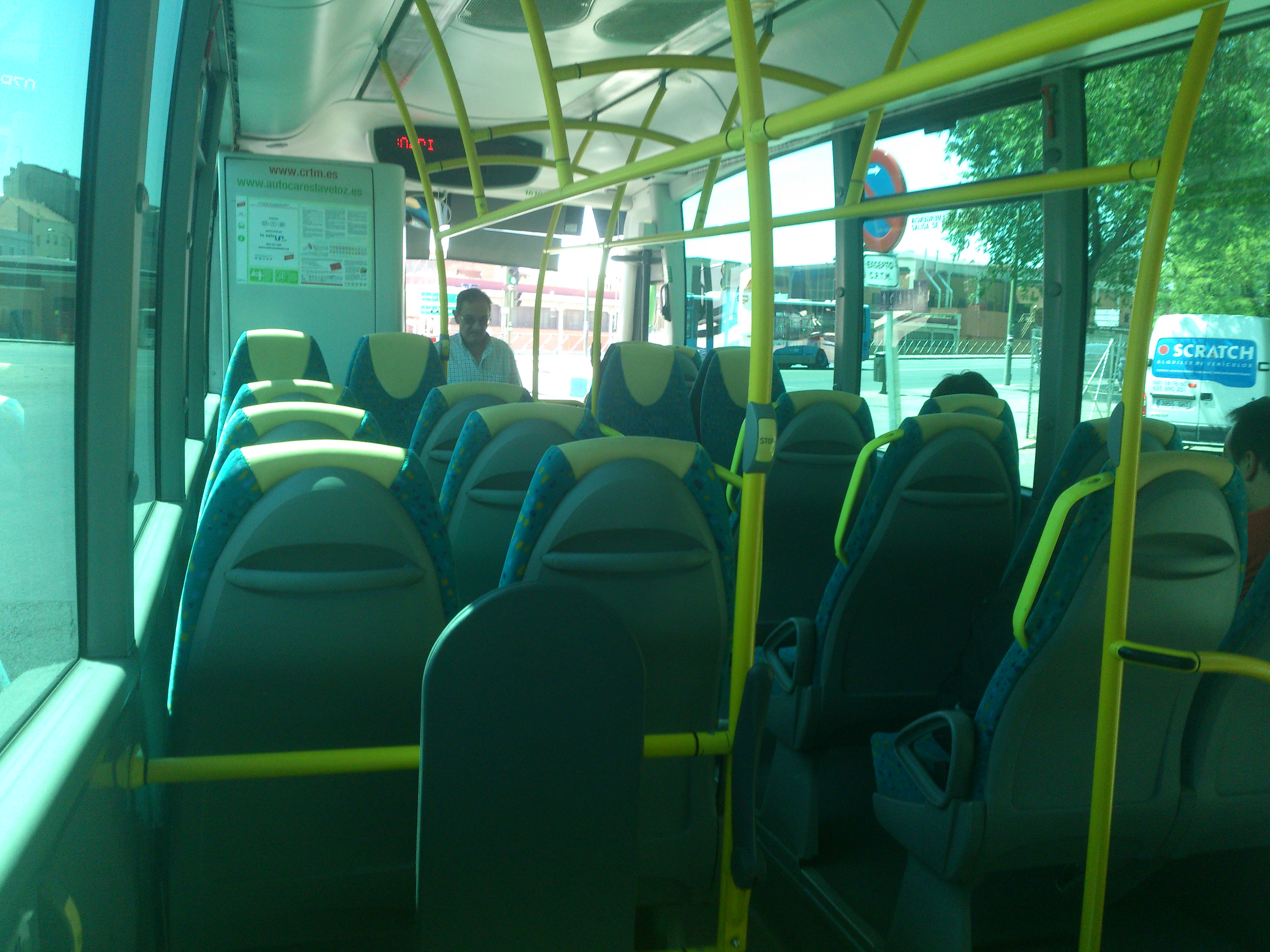
Interior de uno de los autobuses de la línea 411.

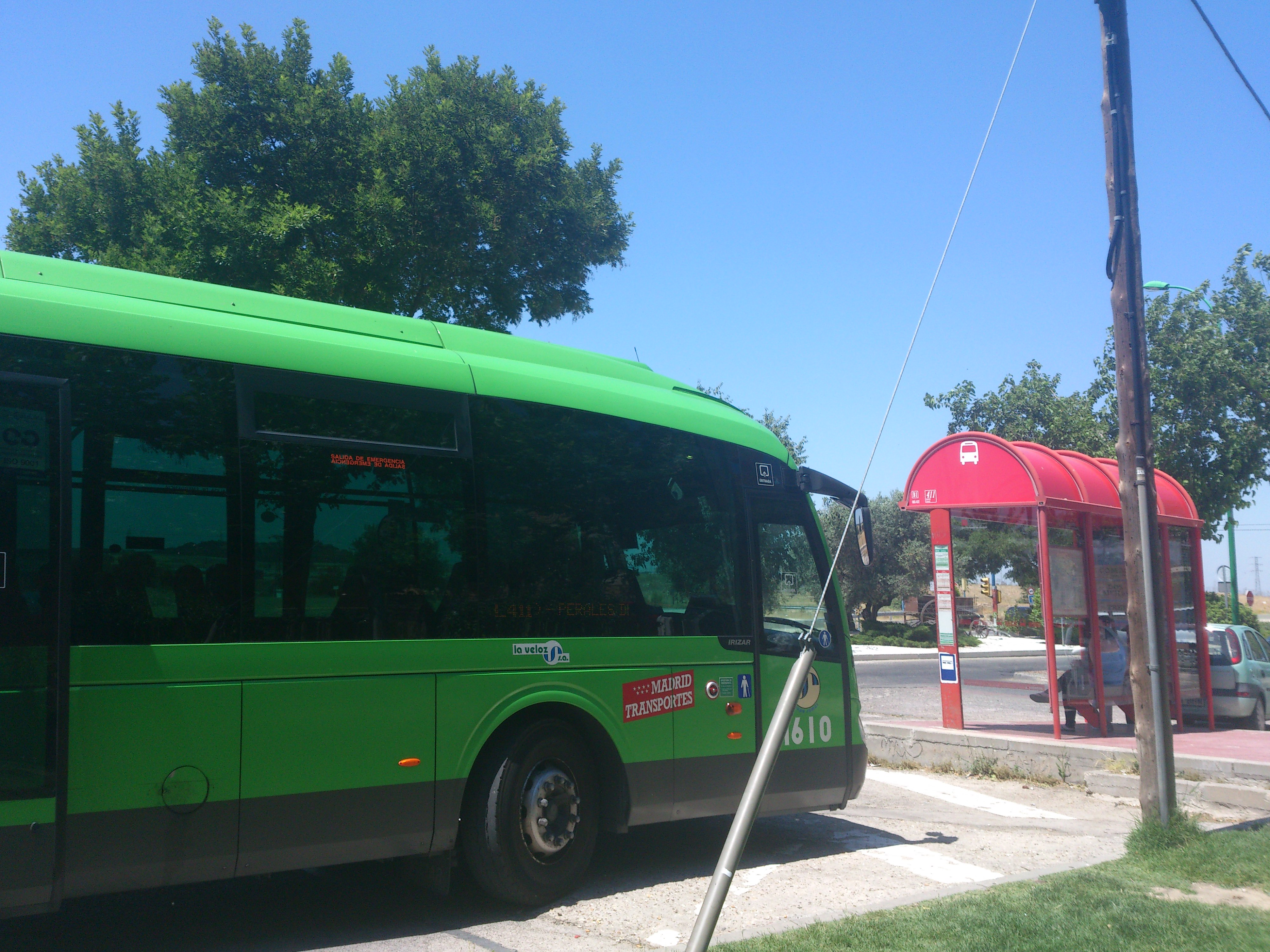
Uno de los autobuses de la línea 411 en su salida de la parada del caserío de Perales del Río.

Esta línea da servicio al barrio de Perales del Río, perteneciente a la localidad de Getafe, uniéndolo directamente con Madrid y con su hospital de referencia, el Hospital 12 de Octubre, con un recorrido entre cabeceras con una duración de unos 45 minutos. Además por el recorrido que realiza es de gran utilidad para los vecinos del barrio de Villaverde.
La línea mantiene los mismos horarios todo el año (exceptuando las vísperas de festivo y festivos de Navidad).
Está operada por La Veloz mediante la concesión administrativa VCM-301 - Madrid – Valdelaguna – San Martín de la Vega (Viajeros Comunidad de Madrid) del Consorcio Regional de Transportes de Madrid.

## Horarios
| Lunes a viernes laborables                         | Lunes a viernes laborables | Sábados laborables, domingos y festivos                                        | Sábados laborables, domingos y festivos                                        |
| Madrid > Perales del Río                           | Perales del Río > Madrid   | Madrid > Perales del Río                                                       | Perales del Río > Madrid                                                       |
| 06:20                                              | 05:30                      | 06:50                                                                          | 06:00                                                                          |
| 06:40                                              | 05:50                      | 07:15                                                                          | 06:25                                                                          |
| 07:00                                              | 06:10                      | 07:40                                                                          | 06:50                                                                          |
| 07:20                                              | 06:30                      | 08:05                                                                          | 07:15                                                                          |
| 07:40                                              | 06:50                      | 08:30                                                                          | 07:40                                                                          |
| 08:00                                              | 07:10                      | 08:55                                                                          | 08:05                                                                          |
| 08:20                                              | 07:30                      | 09:20                                                                          | 08:30                                                                          |
| 08:40                                              | 07:50                      | 09:45                                                                          | 08:55                                                                          |
| 09:00                                              | 08:10                      | 10:10                                                                          | 09:20                                                                          |
| 09:20                                              | 08:30                      | 10:35                                                                          | 09:45                                                                          |
| 09:40                                              | 08:50                      | 11:00                                                                          | 10:10                                                                          |
| 10:00                                              | 09:10                      | 11:25                                                                          | 10:35                                                                          |
| 10:20                                              | 09:30                      | 11:50                                                                          | 11:00                                                                          |
| 10:40                                              | 09:50                      | 12:15                                                                          | 11:25                                                                          |
| 11:00                                              | 10:10                      | 12:40                                                                          | 11:50                                                                          |
| 11:20                                              | 10:30                      | 13:05                                                                          | 12:15                                                                          |
| 11:40                                              | 10:50                      | 13:30                                                                          | 12:40                                                                          |
| 12:00                                              | 11:10                      | 13:55                                                                          | 13:05                                                                          |
| 12:20                                              | 11:30                      | 14:20                                                                          | 13:30                                                                          |
| 12:40                                              | 11:50                      | 14:45                                                                          | 13:55                                                                          |
| 13:00                                              | 12:10                      | 15:10                                                                          | 14:20                                                                          |
| 13:20                                              | 12:30                      | 15:35                                                                          | 14:45                                                                          |
| 13:40                                              | 12:50                      | 16:00                                                                          | 15:10                                                                          |
| 14:00                                              | 13:10                      | 16:25                                                                          | 15:35                                                                          |
| 14:20                                              | 13:30                      | 16:50                                                                          | 16:00                                                                          |
| 14:40                                              | 13:50                      | 17:15                                                                          | 16:25                                                                          |
| 15:00                                              | 14:10                      | 17:40                                                                          | 16:50                                                                          |
| 15:20                                              | 14:30                      | 18:05                                                                          | 17:15                                                                          |
| 15:40                                              | 14:50                      | 18:30                                                                          | 17:40                                                                          |
| 16:00                                              | 15:10                      | 18:55                                                                          | 18:05                                                                          |
| 16:20                                              | 15:30                      | 19:20                                                                          | 18:30                                                                          |
| 16:40                                              | 15:50                      | 19:45                                                                          | 18:55                                                                          |
| 17:00                                              | 16:10                      | 20:10                                                                          | 19:20                                                                          |
| 17:20                                              | 16:30                      | 20:35                                                                          | 19:45                                                                          |
| 17:40                                              | 16:50                      | 21:00                                                                          | 20:10                                                                          |
| 18:00                                              | 17:10                      | 21:25                                                                          | 20:35                                                                          |
| 18:20                                              | 17:30                      | 21:50                                                                          | 21:00                                                                          |
| 18:40                                              | 17:50                      | 22:15                                                                          | 21:25                                                                          |
| 19:00                                              | 18:10                      | 22:40                                                                          | 21:50                                                                          |
| 19:20                                              | 18:30                      | 23:05                                                                          | 22:15                                                                          |
| 19:40                                              | 18:50                      | 23:30                                                                          | 22:40                                                                          |
| 20:00                                              | 19:10                      | 23:55                                                                          | 23:05                                                                          |
| 20:20                                              | 19:30                      | 00:20                                                                          | 23:30                                                                          |
| 20:40                                              | 19:50                      | 00:45                                                                          | 23:55                                                                          |
| 21:00                                              | 20:10                      | 01:10                                                                          | 00:20                                                                          |
| 21:20                                              | 20:30                      | 01:35                                                                          | 00:45                                                                          |
| 21:40                                              | 20:50                      | Noches de sábados y noches de domingos y festivos que sean vísperas de festivo | Noches de sábados y noches de domingos y festivos que sean vísperas de festivo |
| 22:15                                              | 21:30                      | 03:10                                                                          | 02:30                                                                          |
| 22:55                                              | 22:10                      |                                                                                |                                                                                |
| 23:40                                              | 22:55                      |                                                                                |                                                                                |
| 00:25                                              | 23:40                      |                                                                                |                                                                                |
| 01:10                                              | 00:25                      |                                                                                |                                                                                |
| 01:50                                              | 01:10                      |                                                                                |                                                                                |
| Noches de viernes y laborables vísperas de festivo |                            |                                                                                |                                                                                |
| 02:40                                              | 01:55                      |                                                                                |                                                                                |
| 03:10                                              | 02:30                      |                                                                                |                                                                                |

## Recorrido y paradas

### Sentido Perales del Río
| Código | Parada                                | Común con                                                                              | Conexiones con Metro y Cercanías | Municipio | Zona |
| ------ | ------------------------------------- | -------------------------------------------------------------------------------------- | -------------------------------- | --------- | ---- |
| 07627  | Pza. Legazpi - Legazpi                |                                                                                        | Legazpi                          | Madrid    |      |
| 5718   | Glorieta de Cádiz                     | 421 422 424 426 447 448 N401 N402 18 22 59 76 79 85 86 N13 N14                         | Almendrales                      | Madrid    |      |
| 1132   | Hospital 12 de Octubre                | 421 422 423 424 426 429 447 448 N401 N402 18 22 59 76 79 85 86 N13 N14 VAC-158 VAC-231 | Hospital 12 de Octubre           | Madrid    |      |
| 1135   | San Fermín-Orcasur                    | 421 422 424 447 448 N401 N402 18 22 59 79 85 86 N13 N14                                | San Fermín-Orcasur               | Madrid    |      |
| 1172   | Avenida de Andalucía-Centro Comercial | 421 422 424 426 447 448 N401 N402 22 59 79 85                                          | Ciudad de los Ángeles            | Madrid    |      |
| 4662   | Avenida de Andalucía-Felicidad        | 22 59 79 85                                                                            |                                  | Madrid    |      |
| 1174   | Bohemios-Sáhara                       | 447 448 22 59 79 85                                                                    |                                  | Madrid    |      |
| 4664   | Avenida de Andalucía-Anoeta           | 22 59 79 85                                                                            |                                  | Madrid    |      |
| 1440   | Martínez Seco-Villaverde Cruce        | 85 123 N13                                                                             | Villaverde Bajo Cruce            | Madrid    |      |
| 1444   | Martínez Seco-Diamante                | 85 123 N13                                                                             |                                  | Madrid    |      |
| 5085   | Campos Ibáñez-Paseo de la Estación    | 85 123                                                                                 |                                  | Madrid    |      |
| 4980   | Villaverde Bajo Cercanías             | 85 123                                                                                 | Villaverde Bajo                  | Madrid    |      |
| 5856   | Los Rosales-Níquel                    | 412 415 85 123                                                                         |                                  | Madrid    |      |
| 4982   | Centro Cultural Los Rosales           | 412 415 85 123 N12                                                                     |                                  | Madrid    |      |
| 18275  | Av. Los Rosales - Zafiro              | 412 415                                                                                |                                  | Madrid    |      |
| 07690  | Av. Los Rosales - Gasolinera          | 412 415                                                                                |                                  | Madrid    |      |
| 07689  | Av. Los Rosales - Depuradora Butarque | 412 415                                                                                |                                  | Madrid    |      |
| 08123  | Av. Los Rosales - Ventorro            | 412 415                                                                                |                                  | Madrid    |      |
| 08125  | Ctra. M301 - Monte Perdido            | 4 412 415                                                                              |                                  | Getafe    |      |
| 17864  | Hoces del Cabriel - Monte Perdido     | 4                                                                                      |                                  | Getafe    |      |
| 17863  | Albert Camus - Emily Balch            | 4                                                                                      |                                  | Getafe    |      |
| 17861  | Av. Fco. Chico Mendes - Amazonas      | 4                                                                                      |                                  | Getafe    |      |
| 17859  | Betty Williams - Polideportivo        | 4                                                                                      |                                  | Getafe    |      |
| 17856  | Juan de Mairena - Grazia Deledda      | 4                                                                                      |                                  | Getafe    |      |
| 09026  | Juan de Mairena - Centro de Salud     | 4                                                                                      |                                  | Getafe    |      |
| 09025  | Juan de Mairena - Madre Maravillas    | 4                                                                                      |                                  | Getafe    |      |
| 08129  | Ctra. M301 - Complejo Deportivo       | 415 4                                                                                  |                                  | Getafe    |      |
| 20151  | Viento - Caserío de Perales           | 4                                                                                      |                                  | Getafe    |      |
| 08133  | Caserío de Perales - Aparcamiento     | 4                                                                                      |                                  | Getafe    |      |

### Sentido Madrid
El recorrido de la línea es igual al de la ida pero en sentido contrario.
| Código | Parada                                         | Común con                                                                              | Conexiones con Metro y Cercanías | Municipio | Zona |
| ------ | ---------------------------------------------- | -------------------------------------------------------------------------------------- | -------------------------------- | --------- | ---- |
| 08133  | Caserío de Perales - Aparcamiento              | 4                                                                                      |                                  | Getafe    |      |
| 08130  | Ctra. M301 - Complejo Deportivo                | 412 415 4                                                                              |                                  | Getafe    |      |
| 09024  | Juan de Mairena - Saeta                        | 4                                                                                      |                                  | Getafe    |      |
| 09023  | Juan de Mairena - Centro de Salud              | 4                                                                                      |                                  | Getafe    |      |
| 17857  | Juan de Mairena - José Echegaray               | 4                                                                                      |                                  | Getafe    |      |
| 17858  | Betty Williams - Polideportivo                 | 4                                                                                      |                                  | Getafe    |      |
| 17860  | Fco. Chico Mendes - Monte Kenia                | 4                                                                                      |                                  | Getafe    |      |
| 17862  | Albert Camus - Cabañeros                       | 4                                                                                      |                                  | Getafe    |      |
| 11484  | Hoces del Cabriel - Groenlandia                | 4                                                                                      |                                  | Getafe    |      |
| 16209  | Monte Perdido - Dolores Valle                  | 4                                                                                      |                                  | Getafe    |      |
| 08126  | Ctra. M301 - Monte Perdido                     | 412 415                                                                                |                                  | Getafe    |      |
| 08124  | Av. Los Rosales - Ventorro                     | 412 415                                                                                |                                  | Madrid    |      |
| 07688  | Av. Los Rosales - Depuradora Butarque          | 412 415                                                                                |                                  | Madrid    |      |
| 07691  | Av. Los Rosales - Gasolinera                   | 412 415                                                                                |                                  | Madrid    |      |
| 07687  | Av. Los Rosales - Central Eléctrica Villaverde | 412 415                                                                                |                                  | Madrid    |      |
| 18276  | Av. Los Rosales - Zafiro                       | 412 415                                                                                |                                  | Madrid    |      |
| 4983   | Centro Cultural Los Rosales                    | 412 415 85 123 N12                                                                     |                                  | Madrid    |      |
| 1449   | Villaverde Bajo Cercanías                      | 85 123                                                                                 | Villaverde Bajo                  | Madrid    |      |
| 5086   | Campos Ibáñez-Paseo de la Estación             | 85 123                                                                                 |                                  | Madrid    |      |
| 1450   | Andrea Jordán                                  | 85 123                                                                                 |                                  | Madrid    |      |
| 1445   | Martínez Seco-Diamante                         | 85 123                                                                                 |                                  | Madrid    |      |
| 1441   | Martínez Seco-Villaverde Cruce                 | 85 123                                                                                 | Villaverde Bajo Cruce            | Madrid    |      |
| 4665   | Avenida de Andalucía-Anoeta                    | 22 59 79 85                                                                            |                                  | Madrid    |      |
| 1175   | Bohemios-Sáhara                                | 447 448 22 59 79 85                                                                    |                                  | Madrid    |      |
| 4663   | Avenida de Andalucía-Felicidad                 | 22 59 79 85                                                                            |                                  | Madrid    |      |
| 1173   | Avenida de Andalucía-Centro Comercial          | 421 422 424 426 447 448 N401 N402 22 59 79 85                                          | Ciudad de los Ángeles            | Madrid    |      |
| 1136   | San Fermín-Orcasur                             | 421 422 424 447 448 N401 N402 18 22 59 79 85 86 N13 N14                                | San Fermín-Orcasur               | Madrid    |      |
| 1134   | Avenida de Andalucía-San Fermín                | 18 22 59 79 85 86 N13 N14 N15                                                          |                                  | Madrid    |      |
| 5380   | Hospital 12 Octubre                            | 421 422 423 424 426 429 447 448 N401 N402 18 22 59 76 79 85 86 N13 N14 VAC-158 VAC-231 | Hospital 12 de Octubre           | Madrid    |      |
| 5704   | Glorieta de Cádiz                              | 421 422 424 426 447 448 N401 N402 18 22 59 76 79 85 86 N13 N14                         | Almendrales                      | Madrid    |      |
| 07627  | Pza. Legazpi - Legazpi                         |                                                                                        | Legazpi                          | Madrid    |      |